# Matrifagia

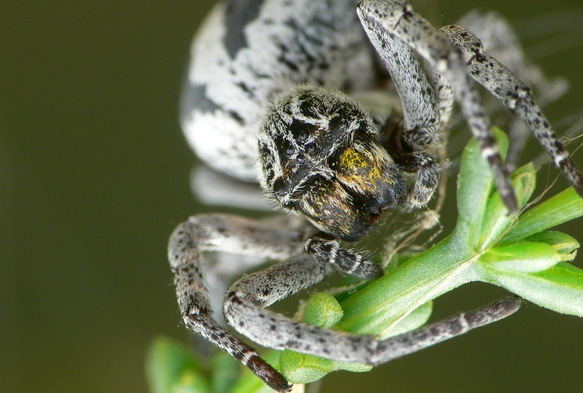
Stegodyphus lineatus, una delle specie meglio descritte che presenta comportamenti di matrifagia

La matrifagia è definita in biologia come il comportamento caratteristico presente nella prole di una specie di consumare il corpo della madre una volta finite le cure materne. Questo comportamento avviene generalmente nelle prime settimane di vita ed è stato documentato in alcune specie di insetti, nematodi, pseudoscorpioni e altri aracnidi, nonché in alcuni anfibi dell'ordine Gymnophiona.
Le modalità specifiche della matrifagia variano da una specie all'altra, ma il processo è meglio descritto nello Stegodyphus lineatus, dove la madre fornisce risorse nutrizionali ai suoi piccoli attraverso il consumo di cibo rigurgitando piccole porzioni di cibo per la sua prole in crescita per poi, tra 1-2 settimane dopo la schiusa, essere mangiata viva dalla progenie. In genere, la prole si nutre solo della madre biologica e non di altre femmine della popolazione. In altre specie di aracnidi, la matrifagia si verifica dopo l'ingestione di uova nutritive, note come uova trofiche (come ad esempio in Amaurobius ferox o in Australomisidia ergandros) e comporta diverse tecniche di uccisione della madre, come il trasferimento del veleno attraverso il morso o la suzione continua dell'emolinfa (ad esempio, nel Thomisus onustus).
I ragni che praticano la matrifagia producono una prole con un peso maggiore, un tempo di muta più breve e più precoce, una massa corporea più grande al momento della dispersione e tassi di sopravvivenza più elevati rispetto alle covate prive di matrifagia. In alcune specie, la prole matrifaga è riuscita a catturare prede di grandi dimensioni e ha avuto un tasso di sopravvivenza più elevato alla dispersione. Questi vantaggi per la prole superano il costo di sopravvivenza per la madre e contribuiscono a garantire che il suo materiale genetico venga trasmesso alla generazione successiva, perpetuando così il comportamento.
Nel complesso, la matrifagia è una forma estrema di cure parentali, ma è altamente correlata alle cure estese, all'investimento parentale e alla gerontofagia, come nel caso dei nei ragni sociali. L'unicità di questo fenomeno ha portato a diverse analogie estese nella cultura umana e ha contribuito alla paura pervasiva dei ragni in tutta la società.

## Evoluzione
Il valore adattativo della matrifagia si basa sui benefici forniti alla prole e sui costi sostenuti dalla madre: l'analisi funzionale della matrifagia in questo modo fa luce sul motivo per cui questa forma insolita ed estrema di cura si è evoluta ed è stata selezionata.

### Benefici per la prole
- Il consumo della madre è una fonte di nutrimento importante per la crescita e lo sviluppo[5].
- La massa corporea e la lunghezza dell'opistosoma dei ragnetti aumentano dopo la matrifagia rispetto a prima. Inoltre, la massa corporea tende a essere maggiore nei ragnetti che praticano la matrifagia rispetto a quelli che non la praticano.
- La matrifagia anticipa il tempo della muta e quest'anticipo significa che i ragni sono in grado di crescere a un ritmo più veloce.
- I ragnetti matrifagi tendono ad avere tassi di sopravvivenza e fitness significativamente maggiori rispetto alla prole non matrifaga al momento della dispersione.
- I ragnetti matrifagi cacciano prede più grandi e mostrano un consumo di prede molto più completo rispetto ai ragnetti non matrifagi.
- La matrifagia migliora la socialità dei ragni, soprattutto riducendo il cannibalismo tra fratelli.

### Costi per la madre
A differenza di altre forme più blande di cure parentali, la matrifagia si conclude con la morte della madre. Per capire l'origine di questo fenomeno è importante analizzare i costi per la madre in termini di produzione riproduttiva, sviluppo del sacco uovo e numero di piccoli allevati, ovvero, capire se la prole potrebbe presentare un maggior successo se la madre si sottraesse alla matrifagia e si riproducesse di nuovo o se si impegnasse nella matrifagia.
Nell'Amaurobius ferox circa l'80% delle femmine separate prima della matrifagia produce una seconda ovaia e solo il 40% circa di queste si sviluppa completamente (rispetto al 90% di sviluppo delle ovaie nella prima covata). Inoltre, il numero di ragnetti nella seconda covata tende a essere significativamente inferiore rispetto alla prima covata. Questi individui sono anche più piccoli dei ragni della prima covata. In questi casi, le femmine che depongono in successione due sacche d'uovo hanno una produzione attesa di prole dispersa inferiore rispetto alle femmine vittime di matrifagia che producono una sola generazione.
In conclusione, la prole che si impegna nella matrifagia trae maggiori vantaggi rispetto a quella che non si impegna in questo comportamento. Inoltre, la progenie delle femmine che sfuggono alla matrifagia per deporre una seconda covata ha un successo significativamente inferiore rispetto a quelle che hanno mangiato la madre. Pertanto, l'evoluzione di questa forma insolita ed estrema di genitorialità è dovuta a una maggiore idoneità della madre.

## Lista di specie che presentano matrifagia
Alcune delle specie in cui è stato registrato e descritto il comportamento della matrifagia sono:
 Arachnida 
- Agelena labyrinthica
- Amaurobius ferox
- Australomisidia ergandros
- Cheiracanthium japonicum
- Genere Seothyra
- Stegodyphus lineatus
- Stegodyphus sarasinorum

 Dermaptera 
- Anechura harmandi

 Strepsiptera 
Pseudoscorpioni
- Paratemnoides nidificator

 Vertebrati 
= Amphibia =
- Boulengerula taitana (Gymnophiona, Herpelidae)
- Siphonops annulatus (Gymnophiona, Siphonopidae)